# Casa Bossy
La Casa Bossy és una obra del municipi de Granollers (Vallès Oriental) protegida com a bé cultural d'interès local. És obra de l'arquitecte Manuel Joaquim Raspall i Mayol.

## Descripció
És un edifici entre mitgeres, que consta d'una planta baixa i pis, amb coberta a dues vessants limitada per un potent ràfec suportat per mènsules. Compta amb una torre-mirador que emfatitza l'eix vertical de la casa i que permet la vista a la Porxada.
Va ser erigida amb pedra rogenca del Figaró buixardada, amb els marcs de les obertures en carreus llisos i llindars amb perfils de cimaci i cantells xamfranats. Es constata la presència de baranes del balcó així com la d'uns capitells aproximadament corintis. La part central de la façana té dos pilars de dalt a baix, donant lloc a una façana austera en comparació amb les altres produccions de l'arquitecte.
Pertany a la última etapa de Raspall; etapa de barroquisme acadèmics, caracteritzada per un retorn a les formes barroques popularistes d'ornamentació plana.

## Història
Situada en ple nucli antic de Granollers. Malgrat això, per la seva estructura i condició formal, pertany al mateix tipus d'edificis fets a l'eixample a la segona meitat del segle xix i començament del XX: estructura unifamiliar i d'una a tres plantes com a màxim.